# František Hegenbarth
František Hegenbarth (Franz Hegenbarth; * 10. Mai 1818 in Kerhartice (Gersdorf); † 20. Dezember 1887 in Prag) war ein tschechischer Cellist und Musikpädagoge.

## Leben
Hegenbarth studierte von 1831 bis 1837 am Prager Konservatorium bei Johann Baptist Hüttner. Er war Cellist in den Orchestern der Theater von Graz, Linz und Lemberg und unterrichtete von 1844 bis 1865 als Professor am Mozarteum in Salzburg sowie ab 1865 am Prager Konservatorium. Zu seinen Schülern zählten Otakar Berger, Hanuš Wihan, Mořic Blodek, Josef Kompit und Heinrich Grünfeld. Als Kammermusiker spielte er in einem Quartett mit Anton Bennewitz, Vojtěch Hřímalý und Franz Deutsch und in einem Trio mit Bedřich Smetana und Anton Bennewitz. 1869 veröffentlichte er 18 Übungen für das Violoncello.